# Nœud d'amour algérien
Le nœud d'amour algérien (en arabe : عقدة الحب الجزائرية), est un bijou traditionnel algérien en forme de pendentif qui se porte suspendu au cou par une chaîne. Il a surtout été popularisé par son apparition porté par l'actrice française Eva Green dans le célèbre film d'espionnage Casino Royale sorti en 2006.

## Origines et symbolisme
Ce bijou fut très connu au XVIIIe siècle chez les marins Algériens, qui le fabriquaient eux-mêmes à partir de pas moins de trois fils ou cordes entrelacées et qui étaient aplaties juste après la production, afin de l’offrir à leurs femmes alors qu'ils naviguaient sur les mers ouvertes pendant de longues périodes, et ce en guise de lien éternel, d'amour, d'affection, et de promesse de leur retour. Le Nœud symbolise la stabilité et l'exhaustivité,,.
La transmission de ce bijou aux autres continents est expliquée par le voyage des marins algériens qui naviguaient sur la mer Méditerranée permettant l’échange commercial et culturel entre les peuples de la région. Bien que les versions du marin soient faites de fils ou de cordes, les orfèvres plus tard ont commencé à le fabriquer en métaux précieux.

## Dans la culture populaire
Le nœud d'amour algérien est porté par la star hollywoodienne Eva Green dans le film à succès Casino Royale, 21e opus de la saga des films de James Bond, réalisé par Martin Campbell en 2006 et incarné par Daniel Craig. Dans une scène précise du film, James Bond (Daniel Craig) remarque autour du cou de Vesper Lynd (Eva Green) un pendentif particulier qui va le définir comme un « nœud d'amour algérien ». L'apparition de ce bijou a un impact sur les nouvelles générations et en fait l’un des bijoux les plus populaires au monde. À la suite de ce succès, le bijou est repris par la suite, dans le film Quantum of Solace, le 22e opus de la série des films de James Bond, réalisé par Marc Forster et sorti en 2008. Dans une scène du film, il y a une photo du collier sur une table au moment où Camille Montes Rivero (Olga Kurylenko) demande à James Bond (Daniel Craig): « Est-ce que tu aimes quelqu'un ? », « Oui », répond-il,.

## Utilisation actuelle
Le pendentif avec sa chaîne est vendu dans l’un des magasins les plus célèbres de Londres et du monde, Sophie Harley (en). Il a plusieurs modèles, types et formes, et les prix varient selon les matériaux précieux utilisés. On y fabrique même des bagues, des bracelets et des boucles d’oreilles.